# صهاريج الجبل
صهاريج الجبل قرية سوريّة تتبع إداريّاً لمحافظة حلب منطقة عين العرب ناحية صرين، بلغ تعداد سكانها 490 نسمة حسب التعداد السكاني لعام 2004.